# Yisrael Meir Kagan
Yisrael Meir (haCohen) Kagan (Dziatlava, 6 de fevereiro de 1838 - Raduń, 15 de setembro de 1933) conhecido como Chofetz Chaim, depois de seu livro sobre lashon hara (fofoca maliciosa), que também era conhecido pelo Mishna Berurah, seu livro sobre a lei ritual.

## Trabalhos
- Chofetz Chaim ( חָפֵץ חַיִּים "Buscador/Desejador [da] Vida"), seu primeiro livro, (publicado em 1873), trata das leis bíblicas de fofocas e calúnias (conhecidas em hebraico como Lashon Hara, que significa "língua maligna"). online
- Shemirat HaLashon ("Guardando a Língua"), é uma discussão abrangente da filosofia por trás dos conceitos judaicos de poder da fala e guarda da fala. Também serve como um trabalho inspirador projetado para motivar o leitor a ser vigilante no uso ético de seu discurso e evitar o discurso antiético dos outros. Publicado em 1876. online
- Mishnah Berurah ("Ensinamentos Esclarecidos") é um comentário importante e amplamente utilizado, composto por seis volumes, sobre aseção Orach Chayim da compilação digerida de Yosef Karo da Lei Judaica prática, o Shulchan Aruch. Combina suas próprias elucidações e opiniões divergentes com as de outros Aharonim (autoridades pós-medievais). 1o. volume publicado em 1884; 2o. volume em 1886; 3o. volume em 1891; 4o. volume em 1898; 5o. volume em 1902; 6o. volume em 1907.
- Biur Halacha ("Explicação da Lei") é um comentário tangencial ao Mishna Berurah. Geralmente fornece uma análise complexa das decisões legais de autoridades haláchicas judaicas anteriores.
- Sha'ar HaTziyyun ("Portão da Distinção") serve principalmente para documentar fontes de leis e costumes citados na Mishná Berurá, mas às vezes também serve para esclarecer declarações legais ambíguas. O nome Sha'ar HaTziyyun deriva da frase sh'arim m'tzuyanim ba'halacha, traduzida como "portais distinguidos (ou marcados) na Lei Judaica", referindo-se ao estudo e erudição da Torá que distinguiria os lares judeus. O rabino Kagan escolheu o título como um trocadilho, sugerindo a distinção da erudição referenciada em seu trabalho, mas referindo-se principalmente (como ele escreve em sua página de rosto) à função de Sha'ar HaTziyyun de documentar (marcar) fontes.
- Ahavat Chesed – um volume, publicado em 1888. Sobre o mandamento de emprestar dinheiro aos necessitados, o valor de ser gentil um com o outro e várias maneiras de fazê-lo.
- Machaneh Yisrael – um volume, sobre os requisitos mínimos de observância da Torá para soldados no exército.
- Tiferes Odom – um volume, sobre a importância de um judeu ter barba e peyos.
- Geder Olam – um volume, publicado em 1890. Sobre a importância de uma mulher judia casada cobrindo o cabelo.
- Nidchei Yisrael – dois volumes, publicado em 1893.
- Shem Olam – um volume, publicado em 1893.Rabi Yisrael Meir Kagan no final de sua vida.

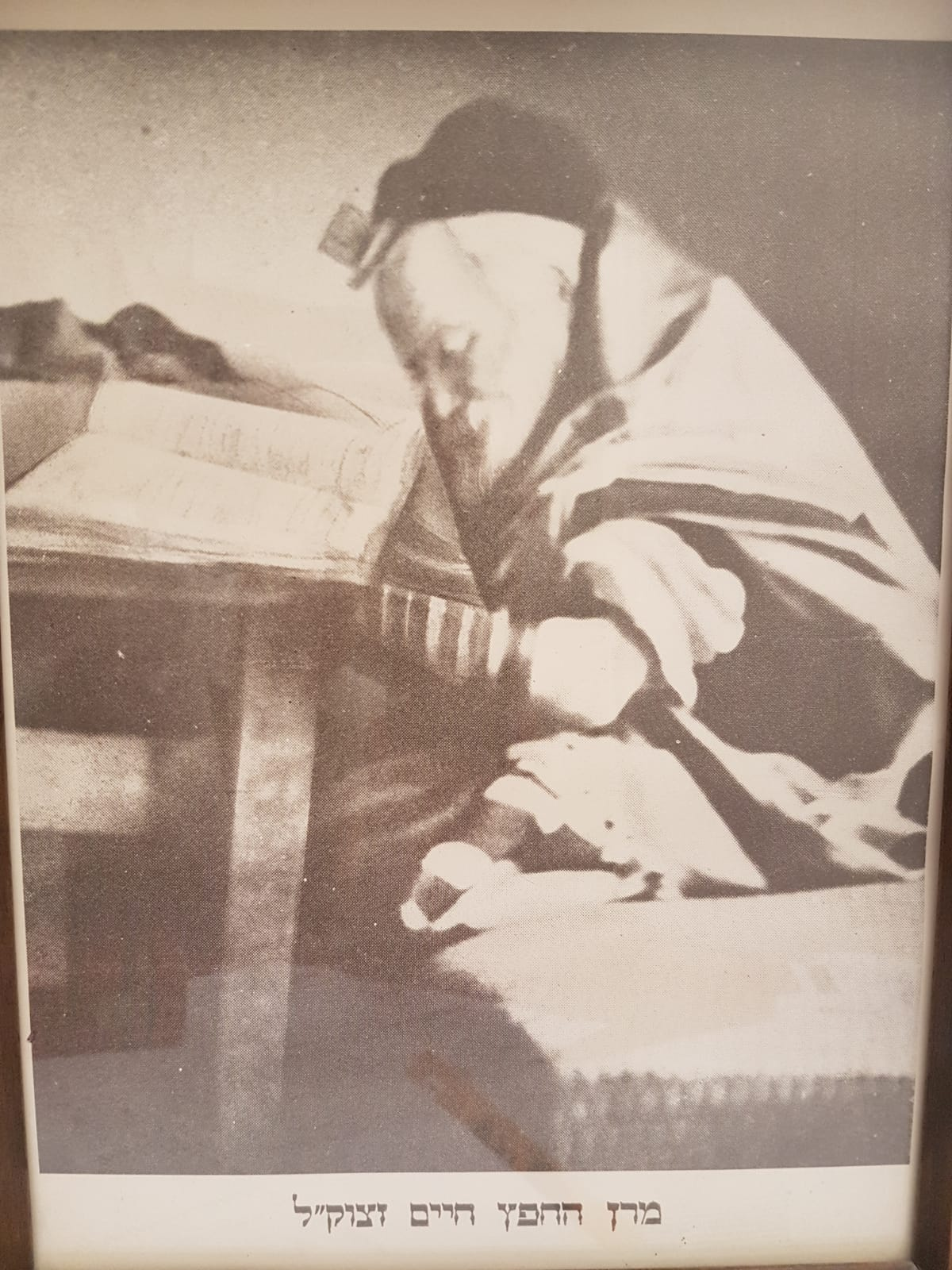
Rabi Yisrael Meir Kagan no final de sua vida.

- Chomas Hadas – um volume, publicado em 1905. Sobre a importância de um homem estudar Torá e encorajar outros a aprender, bem como a necessidade de criar grupos em cada cidade onde um homem possa adquirir Torá.
- Likutei Halachos, um resumo halakhic de todos os sugyot em que não havia "Rif" ou "Rosh"; originalmente destinado a encorajar o estudo das leis do serviço do Templo. Cinco volumes: o primeiro volume foi publicado em 1900; 2º volume em 1903; 3º volume em 1913; 4º volume em 1922. Há um quinto volume chamado "Hashlamah" ou "Conclusão", que foi publicado em 1925.
- Gibores Ari – dois volumes, publicado em 1907.
- Tohoras Yisrael – um volume, publicado em 1910. Sobre a importância das mulheres se purificarem nas águas de um micvê (banho ritual) de acordo com a prática haláchica aceita.
- Toras Kohanim – um volume, publicado em 1911.
- Asefas Zekenim – três volumes, publicado em 1913.
- Chovas Hashemiro – um volume, publicado em 1915.
- Toras Habayis – um volume, publicado em 1923.
- Zechor Lemiryom – um volume, publicado em 1925.
- Beis Yisroel – um volume, publicado em 1925.
- Sefer Hamitzvos Hakotzor – dois volumes sobre os mandamentos bíblicos que são aplicáveis durante o exílio, fora da terra de Israel, e quando o templo não existe. Publicado em 1931.
- Tzipita Lishuah ("Você ansiava pela redenção") é baseado em uma passagem do tratado Shabat, que afirma que depois que alguém morre, ele é perguntado pela corte celestial: "Você ansiava pela redenção?" Este trabalho descreve a importância de esperar ativamente por Moshiach todos os dias e fazer tudo ao nosso alcance (aprender Torá e cumprir mitsvot) para trazer a redenção. A expectativa do Chofetz Chaim da redenção imediata era tão forte que ele sempre carregava roupas especiais para vestir assim que a redenção começasse.